# Oropactes frontelobatus
Oropactes frontelobatus är en kräftdjursart som beskrevs av Franco Ferrara och Stefano Taiti1982. Oropactes frontelobatus ingår i släktet Oropactes och familjen Eubelidae. Inga underarter finns listade i Catalogue of Life.